# Crawl (musikalbum)
Crawl är det svenska death metal-bandet Entombeds första EP, som gavs ut i november 1991. Filmkritikern Orvar Säfström från Nirvana 2002 sjöng på detta album.

## Låtförteckning
1. "Crawl" - 05:32
2. "Forsaken" - 03:50
3. "Bitter Loss" - 03:55